# Cupido tehama
Cupido tehama är en fjärilsart som beskrevs av Tryon Reakirt 1866. Cupido tehama ingår i släktet Cupido och familjen juvelvingar. Inga underarter finns listade i Catalogue of Life.